# Psilophyllites
Psilophyllites es un género extinto de cefalópodos de la subclase amonites.